# Teet Allas
Teet Allas (Pärnu, 2 giugno 1977) è un ex calciatore estone, di ruolo difensore.

## Caratteristiche tecniche
Terzino destro, Allas può giocare anche come difensore centrale.

## Palmarès

### Club

#### Competizioni nazionali
- Campionato estone: 4

Flora Tallinn: 2001, 2002, 2003, 2010
- Supercoppa d'Estonia: 4

Flora Tallinn: 2002, 2003, 2004, 2009
- Coppa d'Estonia: 2

Flora Tallinn: 2007-2008, 2008-2009

### Individuale
- Estonian Silverball: 1

2002